# Peggy Guggenheim Collection

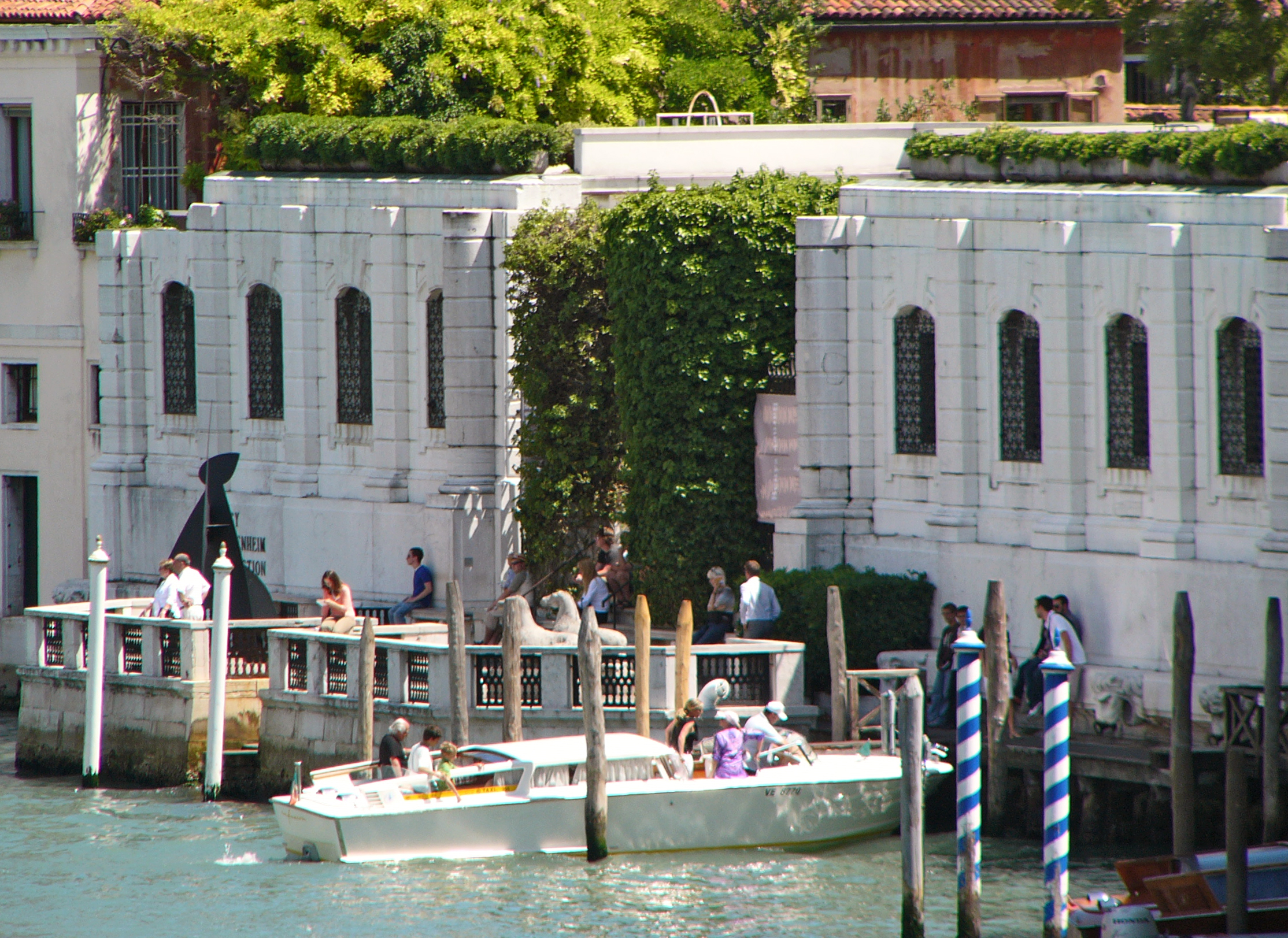
Das Museum im Palazzo Venier dei Leoni, Ansicht vom Canal Grande

Die Peggy Guggenheim Collection ist eine Sammlung moderner Kunst in Venedig. Die Sammlung befindet sich im Palazzo Venier dei Leoni am Canal Grande. Das Museum wurde im Jahr 1980 eröffnet.

## Geschichte

L’Angelo della Città, Skulptur von Marino Marini (1948), in Bronze gegossen um 1950; Ansicht vom Canal Grande

Peggy Guggenheim sammelte ab 1938 Moderne Kunst und eröffnete in diesem Jahr die Galerie Guggenheim Jeune in London. 1939 schloss sie die Galerie wieder, und der Plan, ein Museum für zeitgenössische Kunst zu schaffen, scheiterte.
Im Juli 1941 floh Peggy Guggenheim mit Max Ernst aus Europa nach New York. In den Jahren 1942 bis 1947 führte sie die avantgardistische Galerie Art of This Century, die gleichzeitig Museum war, in Manhattan. Nach Schließung der Galerie kehrte sie nach Europa zurück und zog nach Venedig. 1948 stellte sie auf der Biennale ihre Kunstwerke in Venedig aus. Im Jahre 1949 erwarb sie den Palazzo Venier dei Leoni am Canal Grande, einen unvollendeten Palast aus dem 18. Jahrhundert, dessen Bau nie über das Erdgeschoss hinausging. Neben ihren Wohnräumen wurde der Palast auch damals schon als Ausstellungsräume genutzt. Peggy Guggenheim lebte bis an ihr Lebensende in Venedig. Sie ist neben ihren Hunden im Garten des Palastes beerdigt. 
Anfang der 1960er Jahre gab Peggy Guggenheim die Sammlertätigkeit auf. Der Grund waren ihre Abneigung gegen die Pop Art und die stark gestiegenen Preise auf dem Markt für zeitgenössische Kunst. 1969 wurde ihre Sammlung im Solomon R. Guggenheim Museum in New York gezeigt. Aus diesem Anlass entschloss sich Peggy Guggenheim, den Palazzo Venier dei Leoni und die Sammlung nach ihrem Tod der Solomon R. Guggenheim Foundation zu überlassen. 
Eine Bedingung war, dass die Sammlung in Venedig erhalten bleiben sollte. Im Museum sind Kunstwerke unter anderem von Pablo Picasso, Max Ernst, Wassily Kandinsky, Piet Mondrian und Hans Arp zu sehen. Der Garten erhielt 1995 nach der vom US-Sammler Raymond Nasher finanzierten Neuanlage den Namen Nasher Sculpture Garden. Neben der ständigen Sammlung werden im Museum auch Sonderausstellungen gezeigt.